# 五一村 (馬爾基夫卡市鎮)
斯泰普科韦（烏克蘭語：Степкове），2024年9月前名为五一村（烏克蘭語：Первомайське），是烏克蘭東部盧甘斯克州舊比利斯克區马尔基夫卡市镇内的村落。该镇成立于1945年，占地面积1.24平方公里，海拔145米。截至2001年，该镇人口为265人，人口密度为每平方公里214.4人。
2024年9月19日，乌克兰最高拉达将此村的名字改为斯泰普科韦。